# 四谷站
四谷站（日语：／ Yotsuya eki */?）是位於日本東京都新宿區四谷一丁目，屬於東日本旅客鐵道（JR東日本）、東京地下鐵的鐵道車站。車站的站址位於區界上，JR東日本的大部分站體以及東京地下鐵丸之內線的一部分站體位於千代田区麹町六丁目。
JR東日本使用較細小的「ッ」，是為。然而丸之內線的相鄰車站「四谷三丁目」、町名「四谷」、站前的巴士站都沒有放入「ツ」。

## 歷史
- 1894年（明治27年）10月9日：甲武鐵道（現：中央本線）車站開業。
- 1895年（明治28年）12月30日：完成雙線化。
- 1906年（明治39年）10月1日：鐵道國有法（日语：鉄道国有法）令甲武鐵道國有化。
- 1909年（明治42年）10月12日：路線名稱制定為中央東線（1911年起為中央本線）。
- 1929年（昭和4年）3月16日：完成四線化。
- 1949年（昭和24年）6月1日：日本國有鐵道成立。
- 1959年（昭和34年）3月15日：營團地下鐵（現：東京地下鐵）丸之內線通車。
- 1984年（昭和59年）2月1日：國鐵停止此站貨運服務。
- 1987年（昭和62年）4月1日：國鐵分割民營化。中央本線由JR東日本管轄。
- 1996年（平成8年）3月26日：營團地下鐵（現：東京地下鐵）南北線四谷至駒込間開業。
- 1997年（平成9年）9月30日：營團地下鐵南北線四谷至溜池山王間開業。
- 1999年（平成11年）5月3日：營團開始女性站員深夜勤務（營團首次。與池袋站、後樂園站同時。）[1]。
- 2001年（平成13年）11月18日：JR東日本啟用IC卡Suica。
- 2004年（平成16年）4月1日：營團地下鐵民營化。丸之內線與南北線由東京地下鐵繼承。
- 2007年（平成19年）

- 3月18日：東京地下鐵啟用IC卡PASMO。
- 5月18日：丸之內線啟用月台門。

- 2010年（平成22年）6月23日：與目白站一同上任東京都內國鐵、JR史上首位女性站長[2]。
- 2015年（平成27年）3月13日：南北線更換發車音樂。

## 車站構造
本站附近的JR中央線、東京地下鐵丸之內線皆為南北走向。由於行駛路線不同，JR中央線北側與丸之內線南側皆是往東京方向。

### JR東日本

#### 配線
JR站區的月台設於地面，月台採島式月台2面4線設計。和容許快速線和緩行線之間跨月台換乘的御茶之水站不同，本站快速線和緩行線的月台是分開的，即快速線和緩行線各自使用一座島式月台。
月台信濃町側為彎道處，因此月台間間隙較大。主要作為快速車次使用的E233系車內顯示器到站時會特別提醒。
特急列車在2016年3月現在只有「甲斐路121號」停靠。由於「甲斐路」行駛急行線，因此停靠2號月台。
JR中央線將於2020年度在快速電車加入兩輛2層式綠色車輛，成為12輛編組。因此快速電車停靠的1、2號月台將進行月台延長工程。

#### 站房
剪票口共有兩處，出入口有三個，分別是西側的四谷口、東側的麴町口、南側的赤坂口。月台中央的剪票口可經由大廳前往四谷口與麴町口。四谷口有VIEW PLAZA、綠色窗口、車站大樓「atre四谷」。南側的站內天橋有立食蕎麥麵店，南側剪票口連接的赤坂口直通東京地下鐵丸之內線月台。
電梯與電扶梯連結月台中央付費區大廳與各線月台，以及連結四谷口、麴町口與剪票口外大廳。
2011年2月，JR東日本發表「生態車站」事業。第1號事業就是本站赤坂口站房屋頂的太陽能板發電設備、月台屋頂綠化等車站改良工程。

#### 月台配置
| 月台 | 路線                    | 方向 | 目的地             |
| ---- | ----------------------- | ---- | ------------------ |
| 1    | 中央線（快速）          | 上行 | 御茶之水、東京方向 |
| 2    | 中央線（快速）          | 下行 | 新宿、立川方向     |
| 3    | 中央·總武線（各站停車） | 東行 | 飯田橋、秋葉原方向 |
| 4    | 中央·總武線（各站停車） | 西行 | 信濃町、代代木方向 |

（來源：JR東日本:車站構內圖（页面存档备份，存于））

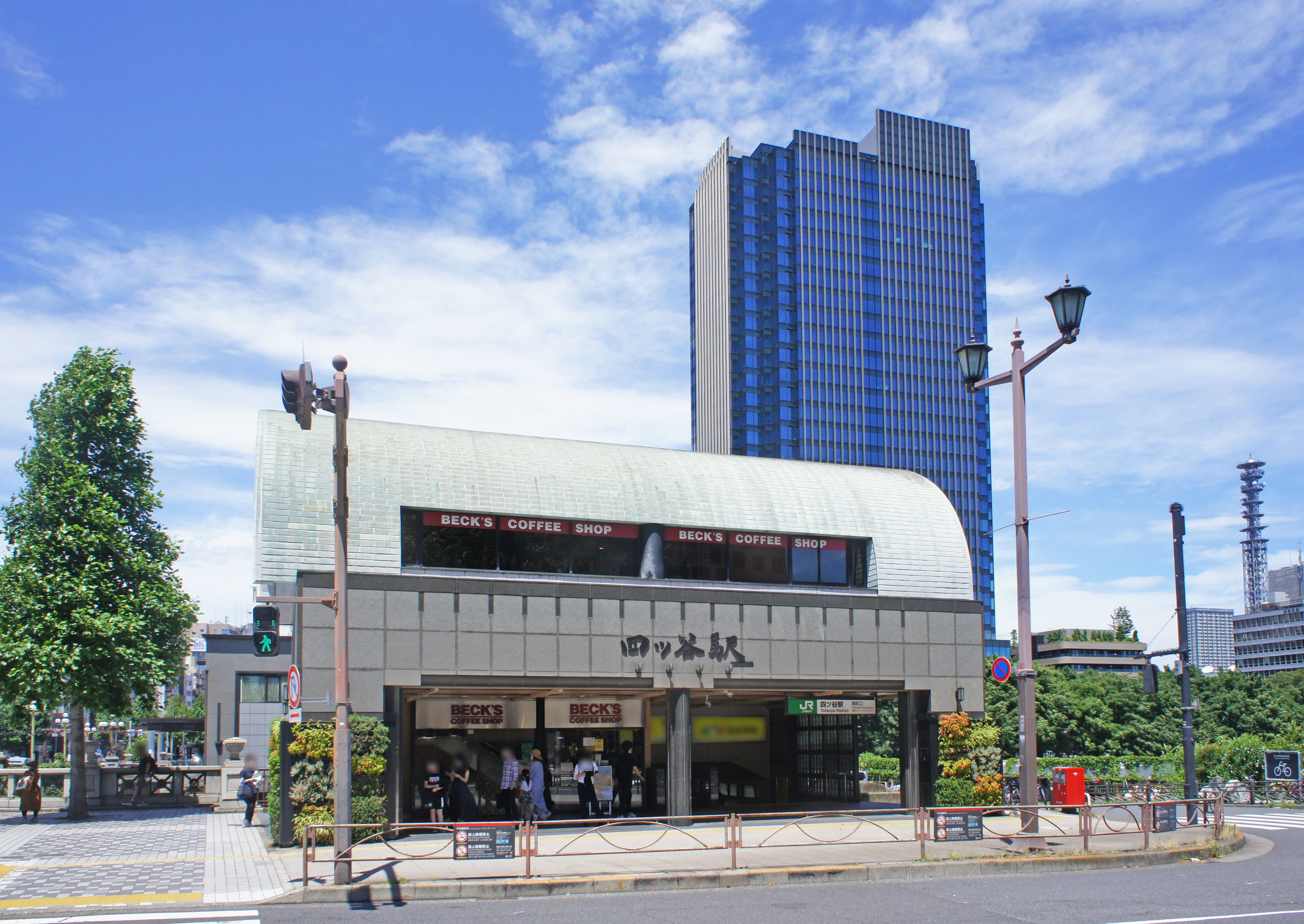
麴町口（2022年6月）
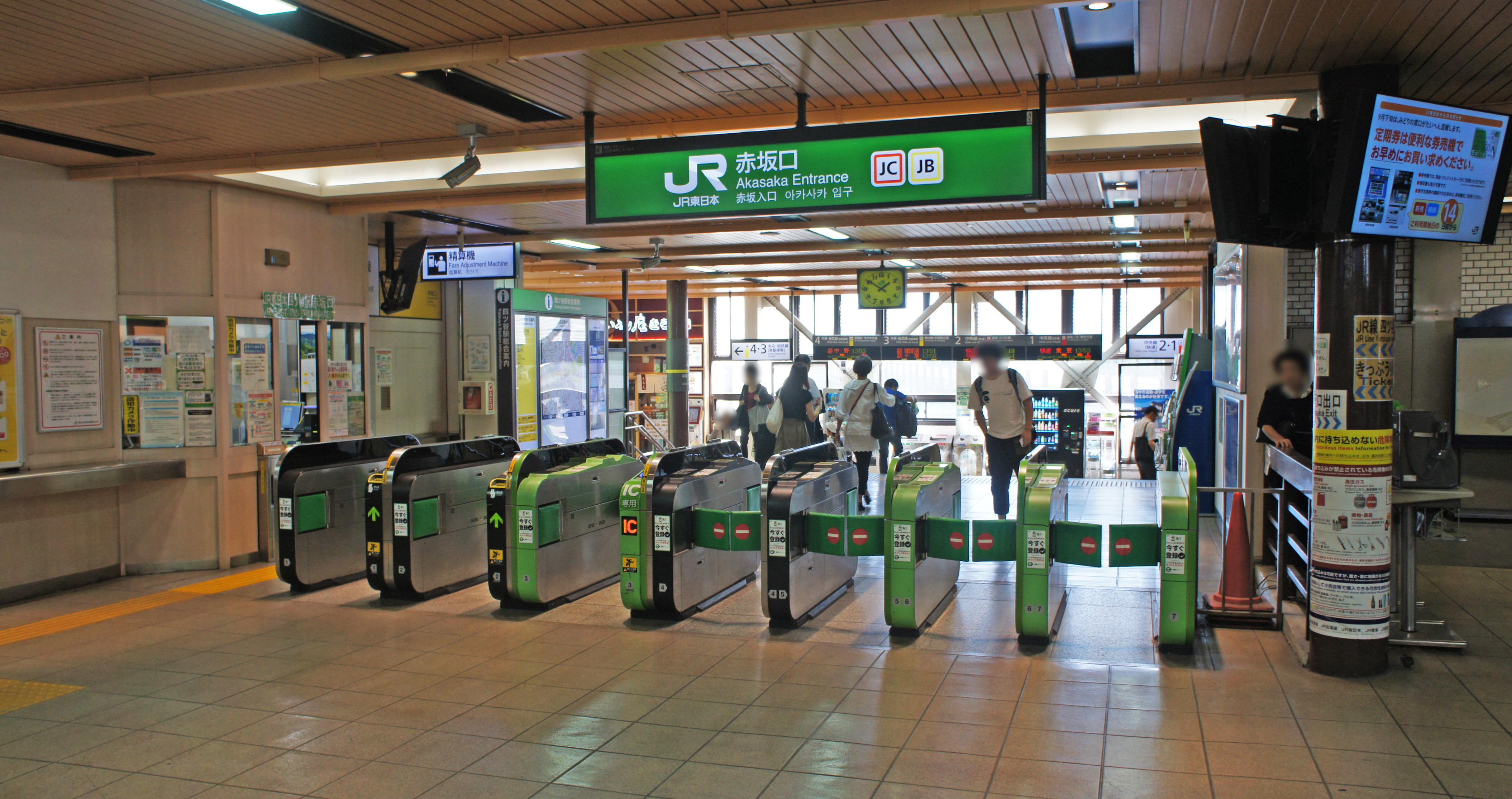
赤坂口閘口（2019年9月）
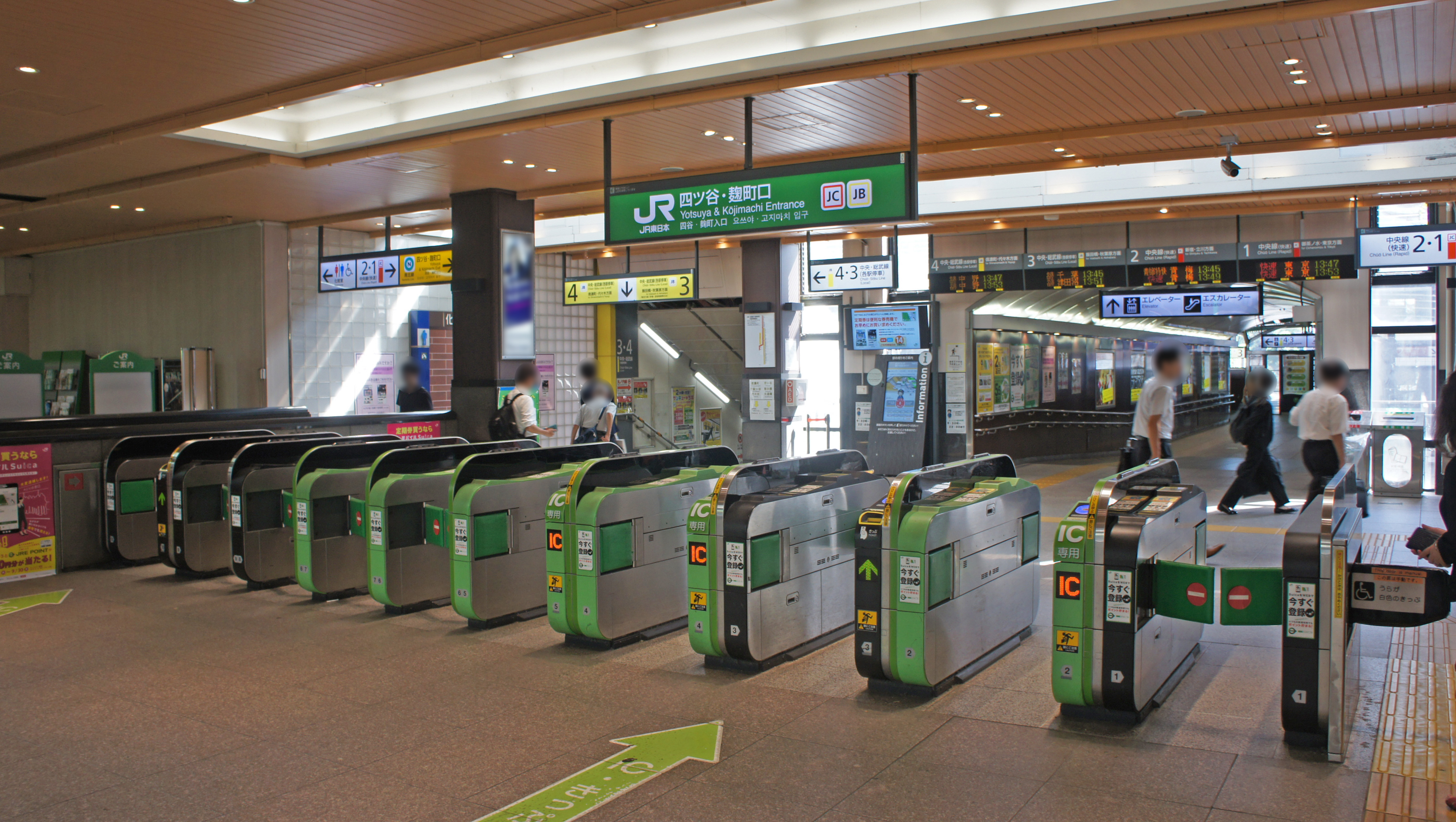
四谷、麴町口閘口（2019年9月）
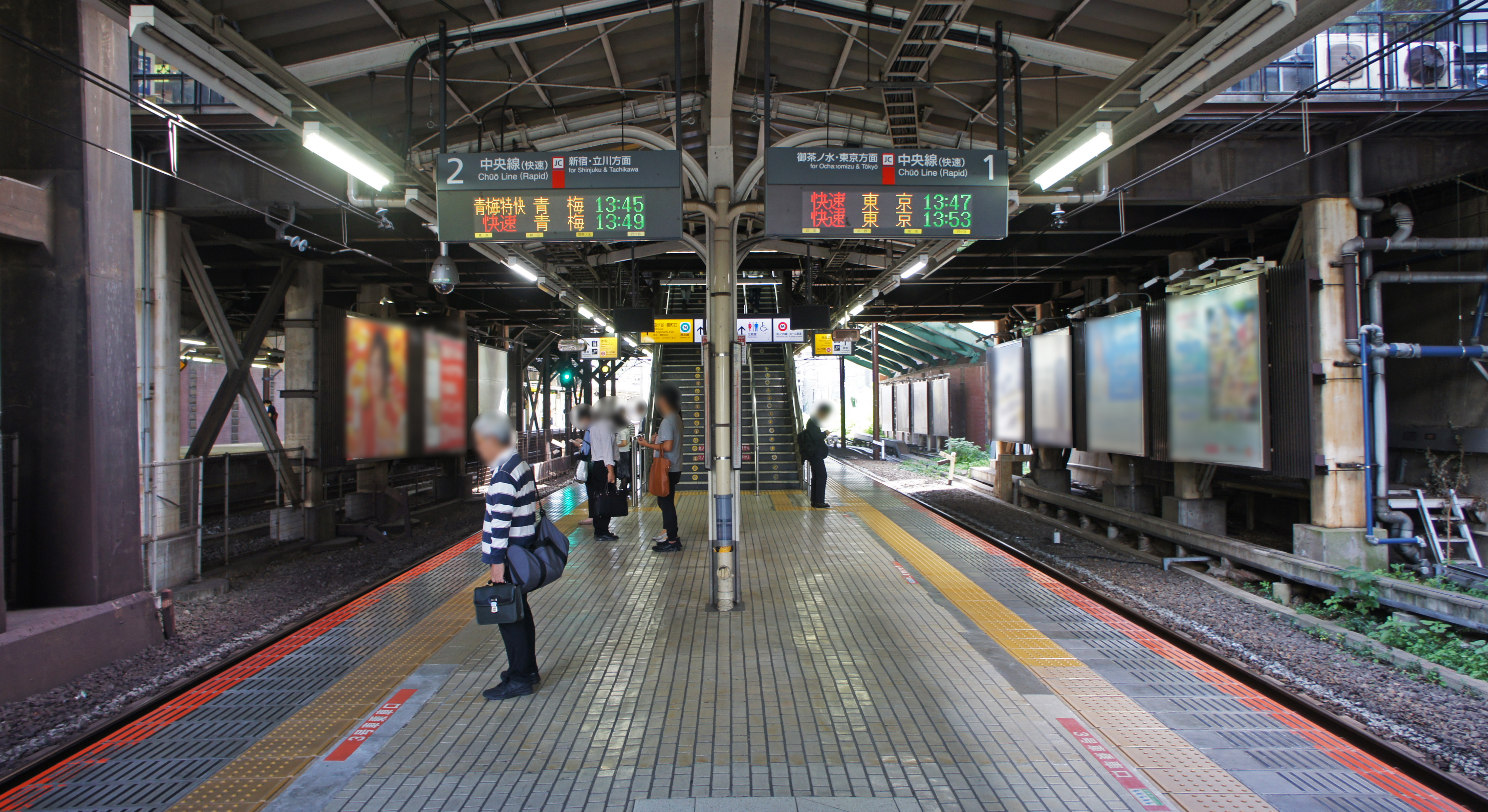
1、2號月台（中央快速線）（2019年9月）
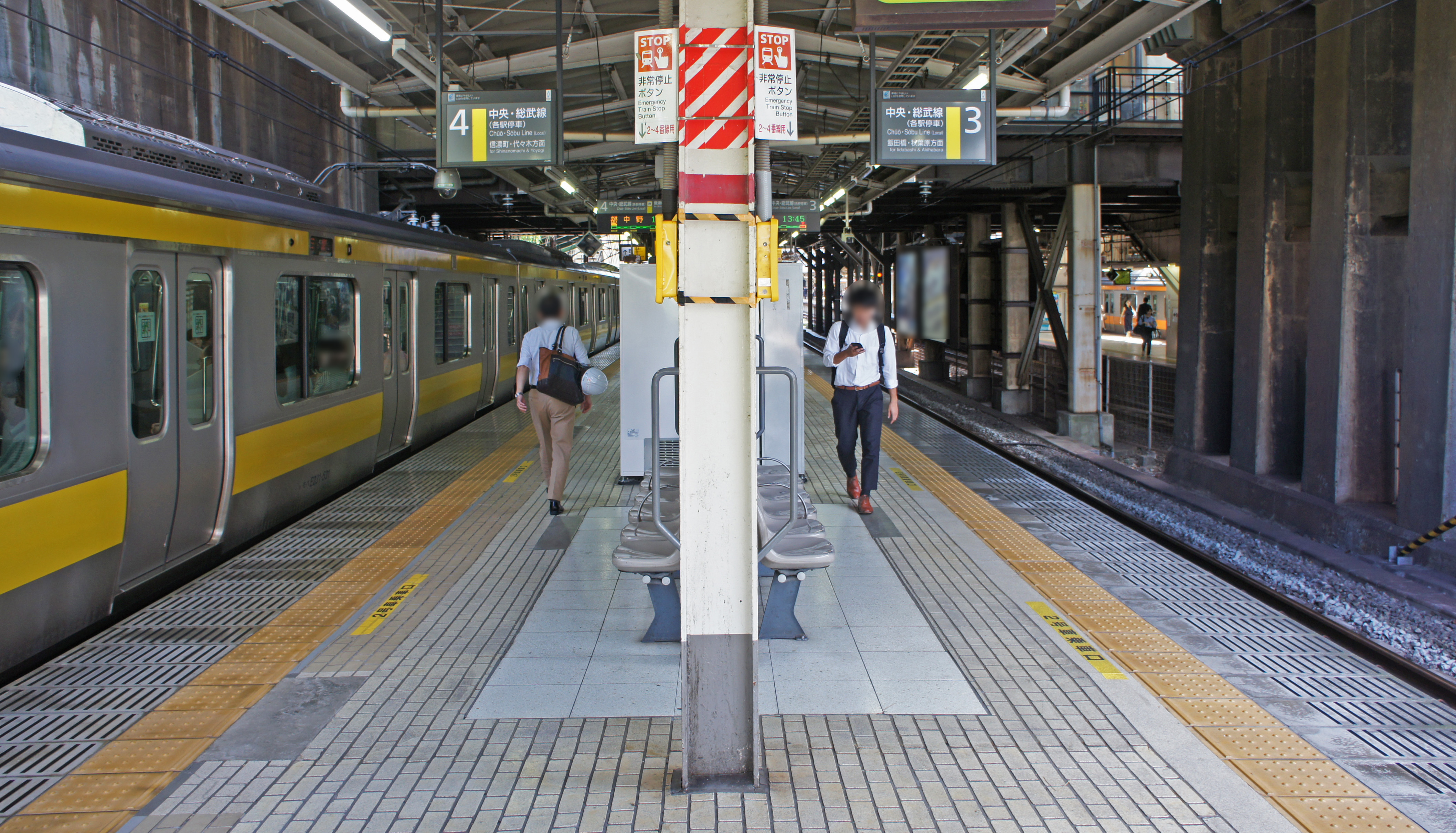
3、4號月台（中央·總武線）（2019年9月）

### 東京地下鐵
丸之內線與南北線之間有電扶梯與樓梯連結。丸之內線剪票口通往赤坂口（1號出口）與JR線剪票口，南北線剪票口通往地下鐵四谷口（3號出口）與外堀通對象的出入口（2號出口）。

#### 丸之內線
丸之內線屬於對向式月台2面2線的高架站。比JR月台為高。與茗荷谷站、後樂園站同樣是地面車站。南北線是島式月台1面2線的地底車站。設有保安裝置及可動式月台門。
丸之內線月台較JR中央線月台為高，其立體交差的地點在皇居外側的埋立地。由於JR月台位於谷底，丸之內線月台因此採取高架。
銀座側3輛長度（2號線銀座方向月台2輛長度）沒有屋頂。兩端皆是隧道。

#### 南北線
島式月台1面2線的地下車站。設置全罩式月台門。

#### 月台配置
| 月台                    | 路線     | 目的地                         |
| ----------------------- | -------- | ------------------------------ |
| 丸之內線月台（地下1樓） |          |                                |
| 1                       | 丸之內線 | 新宿、荻窪方向                 |
| 2                       | 丸之內線 | 銀座、大手町、池袋方向         |
| 南北線月台（地下3樓）   |          |                                |
| 3                       | 南北線   | 飯田橋、赤羽岩淵、浦和美園方向 |
| 4                       | 南北線   | 白金高輪、目黑、日吉方向       |

（來源：東京地下鐵:構內圖（页面存档备份，存于））

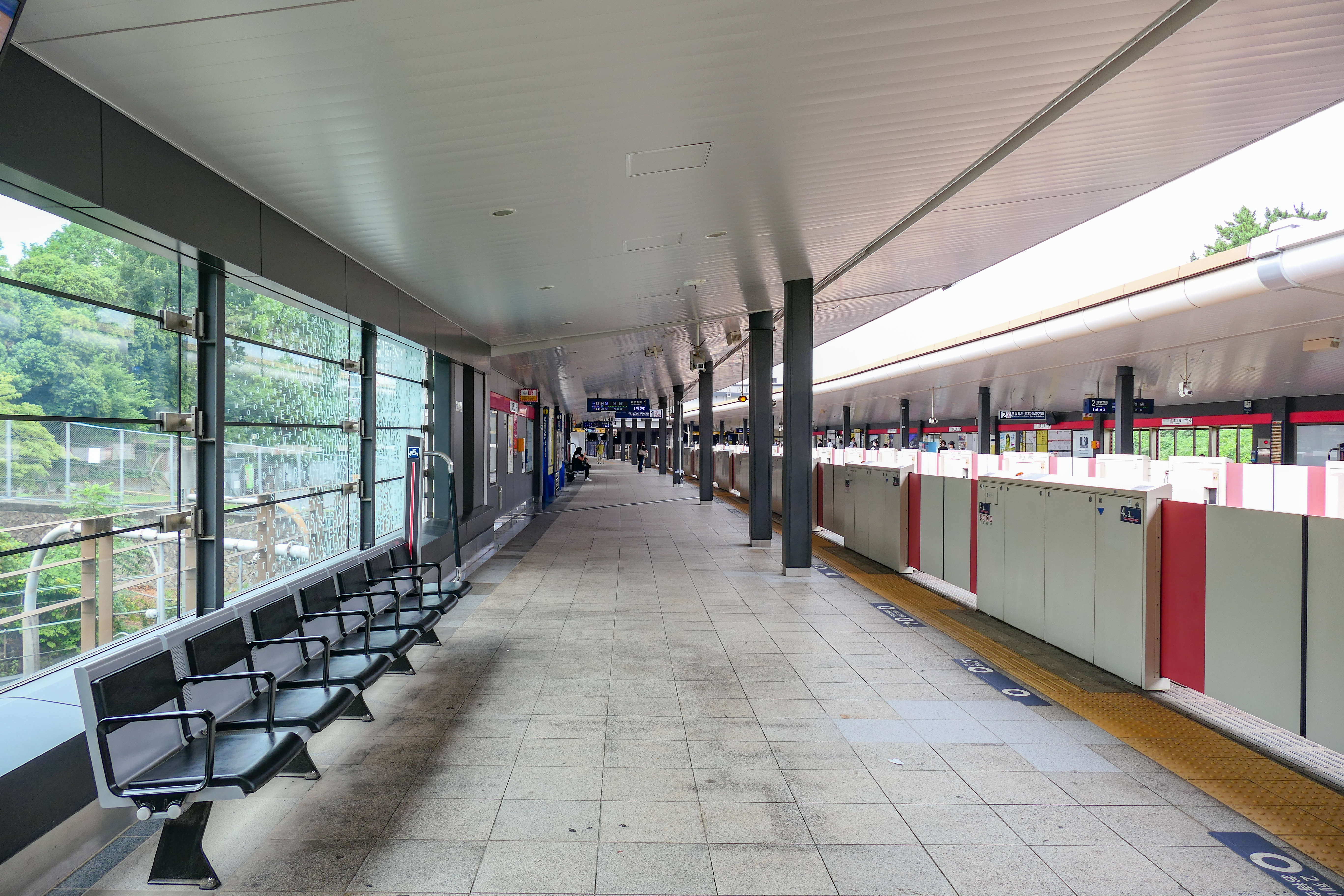
丸之内線1號月台（2022年8月）
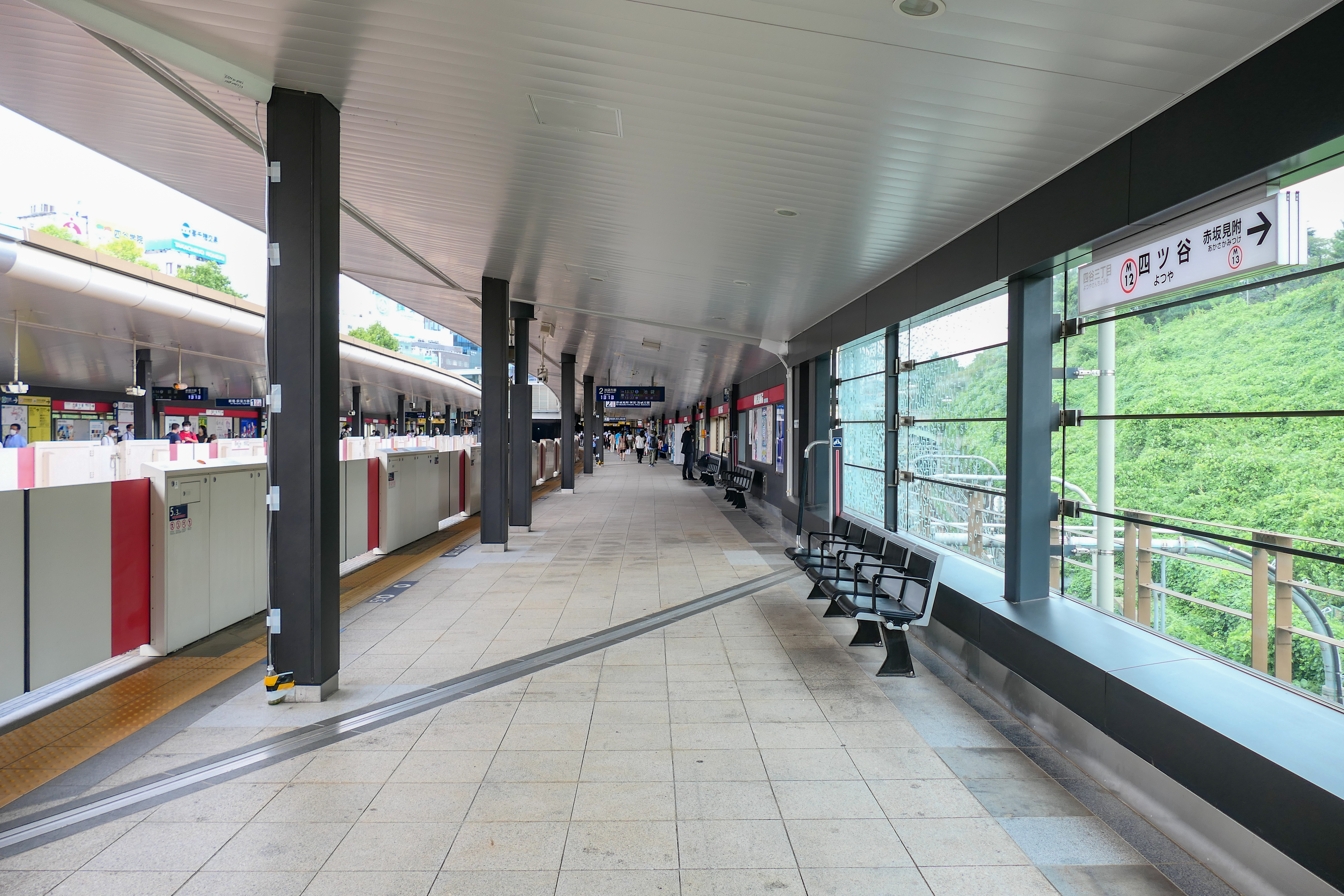
丸之内線2號月台（2022年8月）
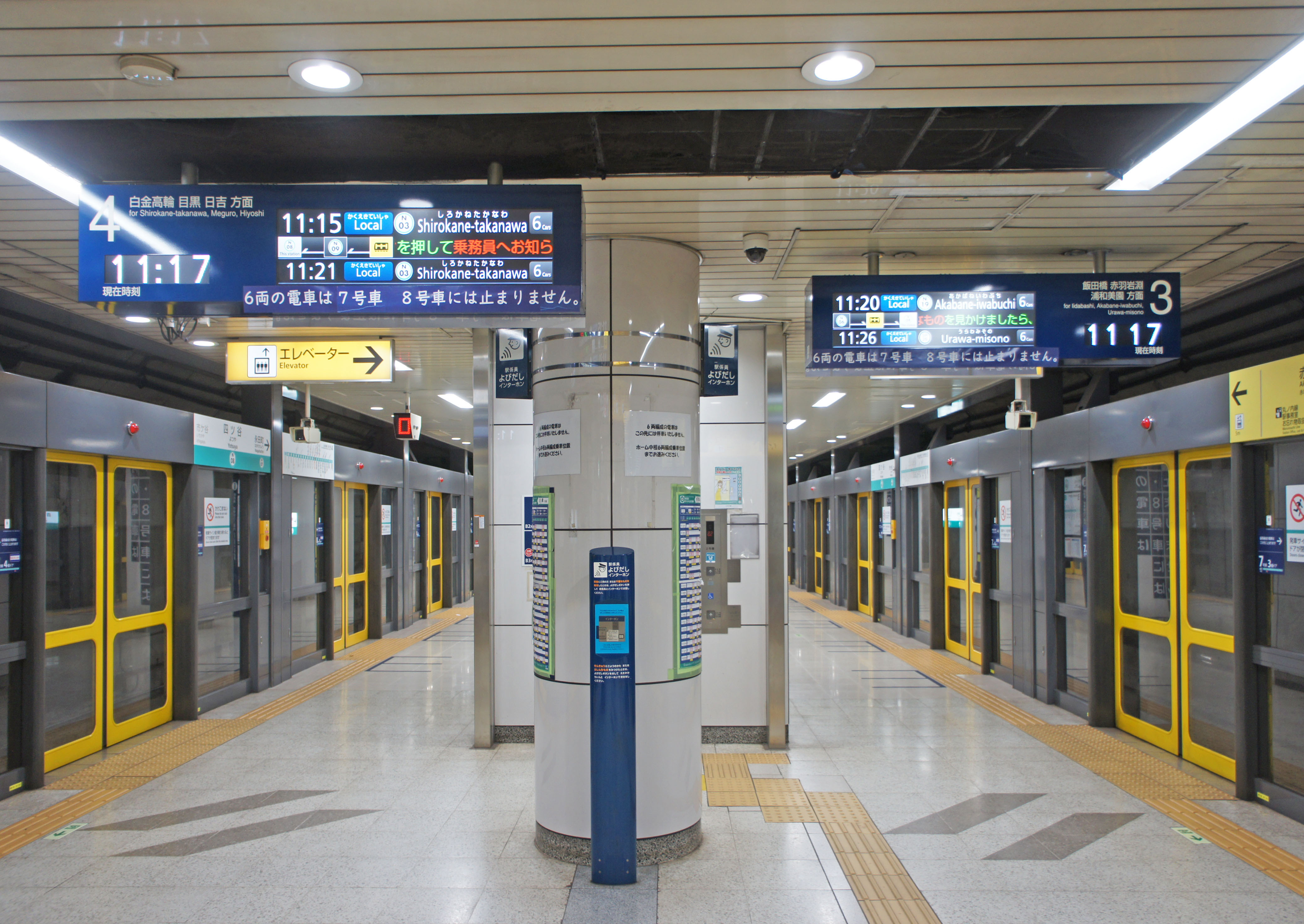
南北線月台（2022年8月）
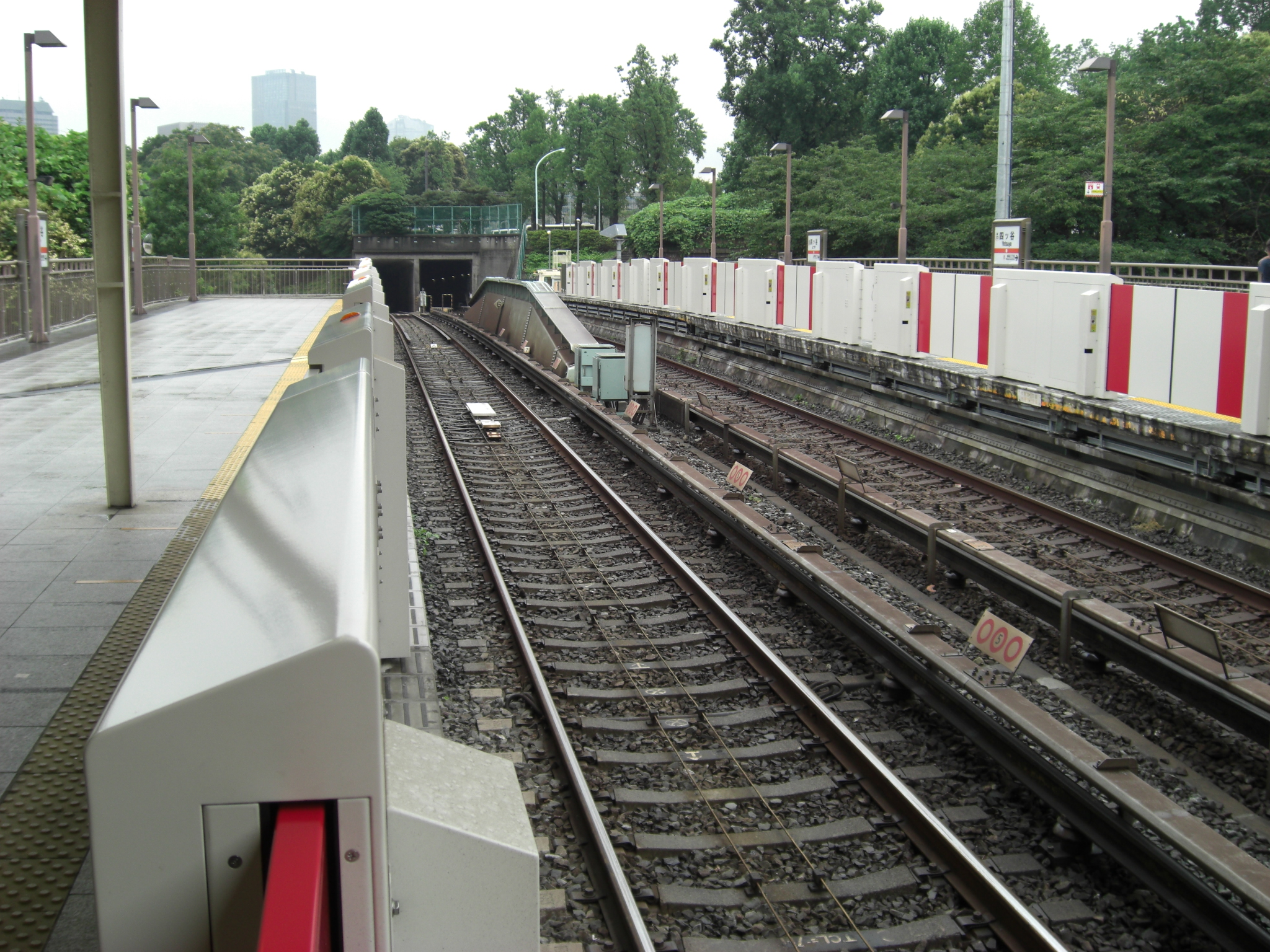
丸之內線月台望向銀座方向隧道入口
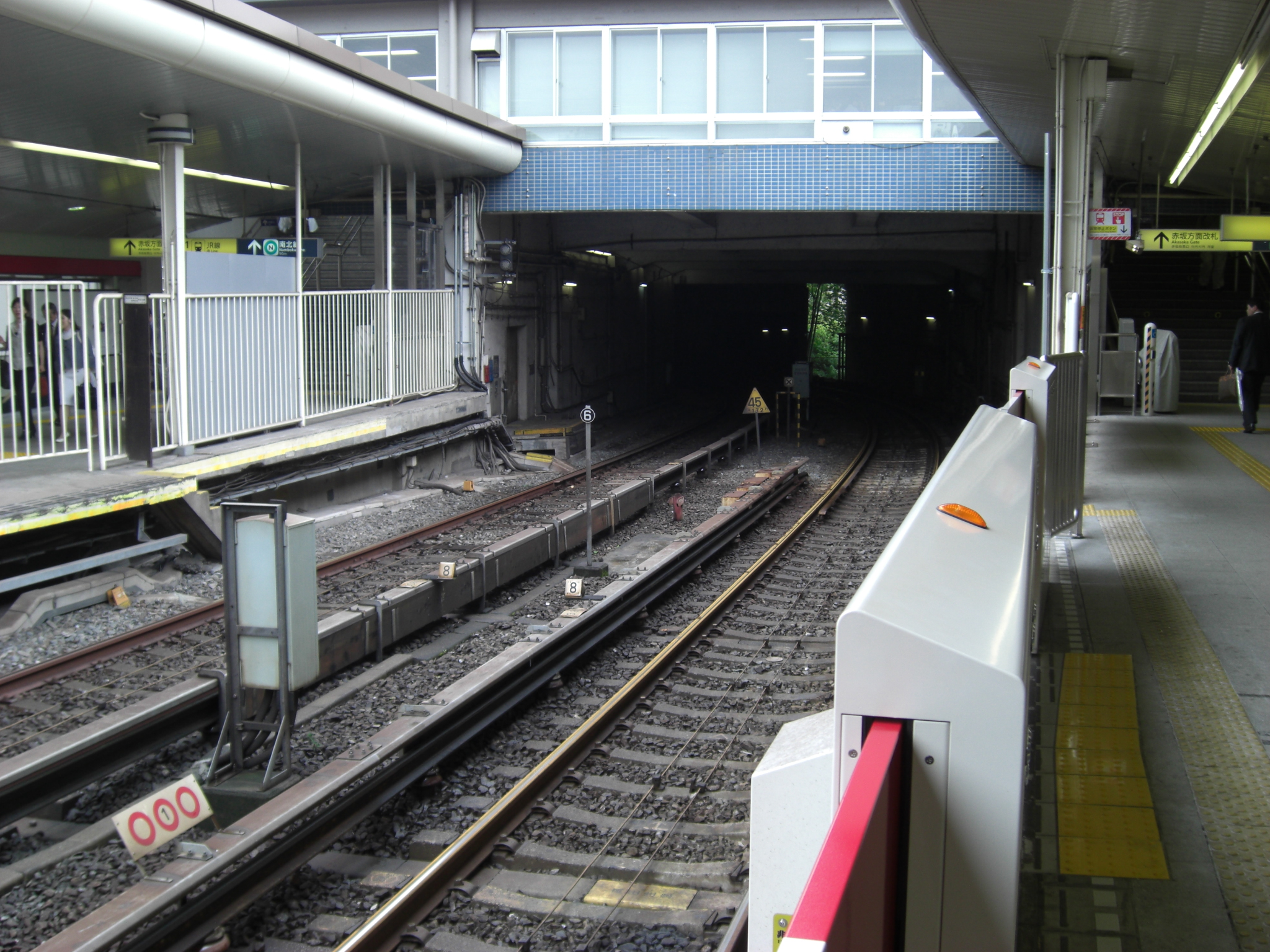
閘口附近有新宿方向隧道入口
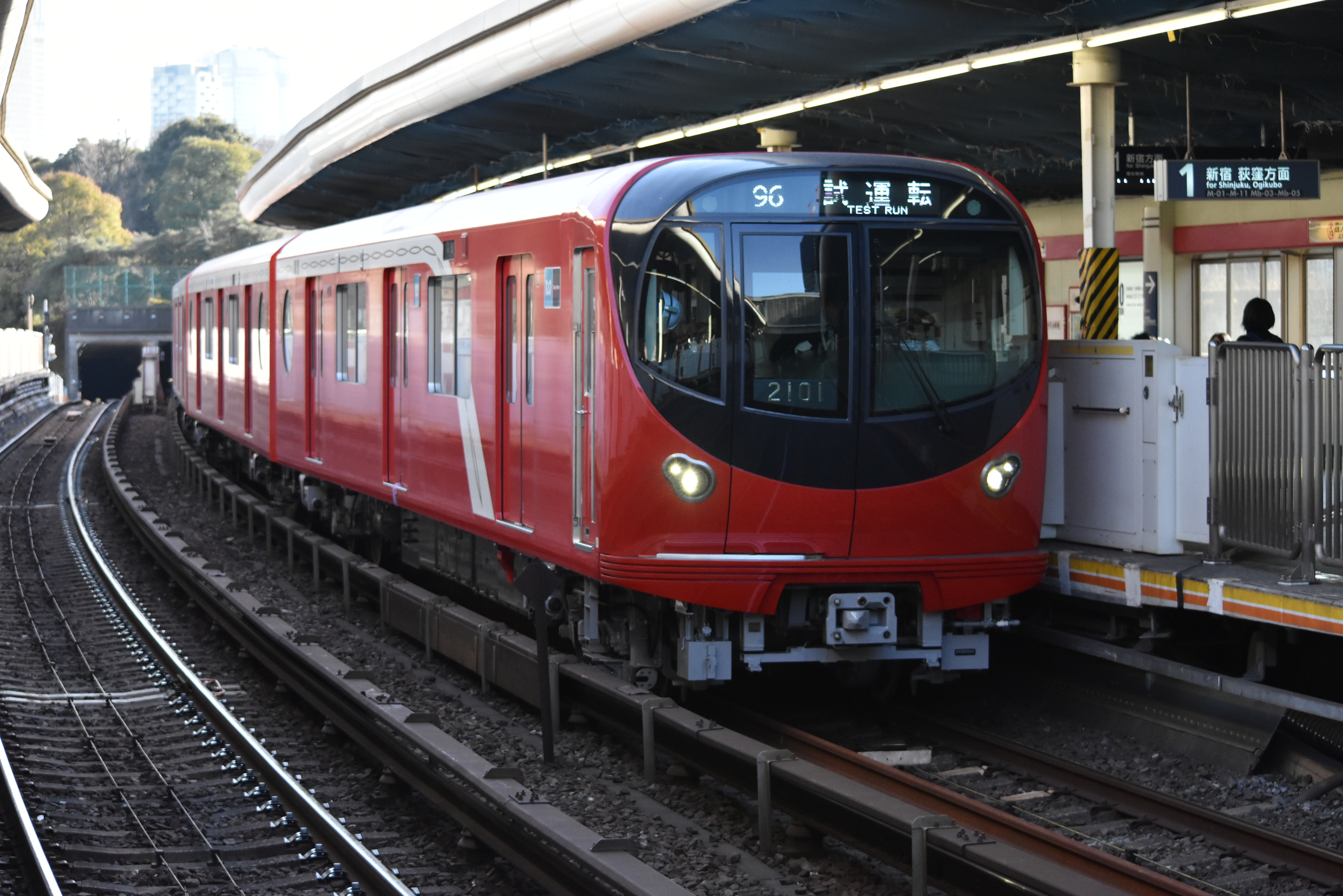
往荻窪站方向的2000系試運行車輛（2019年2月）

## 利用狀況
- JR東日本 - 2019年度1日平均上車人次為98,813人[使用人數 1]。
JR東日本車站中次於大船站名列第43位。
- 東京地下鐵 - 2017年度1日平均上下車人次為125,084人[使用人數 2]。
東京地下鐵全部130個車站當中排名28位。
  - 包含東京地下鐵線內轉乘人次，2017年度1日各路線平均上下車人次如下[上下車人次資料 1]。
    - 丸之內線 - 112,271人 - 同線內次於池袋站、新宿站、東京站、赤坂見附站、大手町站、新宿三丁目站、銀座站、霞關站位居第9位。
    - 南北線 - 82,351人 - 同線內次於溜池山王站、飯田橋站、目黑站、赤羽岩淵站、六本目一丁目站名列第5位。

### 各年度1日平均上下車人次
近年1日平均上下車人次變化如下表。
| 年度               | 東京地下鐵         | 東京地下鐵 |
| 年度               | 1日平均 上下車人次 | 增長率     |
| ------------------ | ------------------ | ---------- |
| 2006年（平成18年） | 94,977             |            |
| 2007年（平成19年） | 101,662            | 7.0%       |
| 2008年（平成20年） | 103,548            | 1.9%       |
| 2009年（平成21年） | 102,005            | −1.5%      |
| 2010年（平成22年） | 101,025            | −1.0%      |
| 2011年（平成23年） | 99,957             | −1.1%      |
| 2012年（平成24年） | 104,101            | 4.1%       |
| 2013年（平成25年） | 110,217            | 5.9%       |
| 2014年（平成26年） | 112,666            | 2.2%       |
| 2015年（平成27年） | 117,244            | 4.1%       |
| 2016年（平成28年） | 120,978            | 3.2%       |
| 2017年（平成29年） | 125,084            | 3.4%       |
| 2018年（平成30年） | 126,982            | 1.5%       |

### 各年度1日平均上車人次（1890年代－1930年代）
近年1日平均上車人次變化如下表。
| 年度               | 甲武鐵道 / 國鐵 | 來源              |
| ------------------ | --------------- | ----------------- |
| 1895年（明治28年） | 735             | [ 東京府統計 2 ]  |
| 1896年（明治29年） | 1,572           | [ 東京府統計 3 ]  |
| 1897年（明治30年） | 1,628           | [ 東京府統計 4 ]  |
| 1898年（明治31年） | 1,621           | [ 東京府統計 5 ]  |
| 1899年（明治32年） | 1,793           | [ 東京府統計 6 ]  |
| 1900年（明治33年） | 1,964           | [ 東京府統計 7 ]  |
| 1901年（明治34年） | 2,017           | [ 東京府統計 8 ]  |
| 1902年（明治35年） | 2,117           | [ 東京府統計 9 ]  |
| 1903年（明治36年） | 2,147           | [ 東京府統計 10 ] |
| 1904年（明治37年） | 1,969           | [ 東京府統計 11 ] |
| 1905年（明治38年） | 1,142           | [ 東京府統計 12 ] |
| 1907年（明治40年） | 1,070           | [ 東京府統計 13 ] |
| 1908年（明治41年） | 1,207           | [ 東京府統計 14 ] |
| 1909年（明治42年） | 1,466           | [ 東京府統計 15 ] |
| 1911年（明治44年） | 1,667           | [ 東京府統計 16 ] |
| 1912年（大正元年） | 1,841           | [ 東京府統計 17 ] |
| 1913年（大正02年） | 1,940           | [ 東京府統計 18 ] |
| 1914年（大正03年） | 1,840           | [ 東京府統計 19 ] |
| 1915年（大正04年） | 1,669           | [ 東京府統計 20 ] |
| 1916年（大正05年） | 2,250           | [ 東京府統計 21 ] |
| 1919年（大正08年） | 3,743           | [ 東京府統計 22 ] |
| 1920年（大正09年） | 5,148           | [ 東京府統計 23 ] |
| 1922年（大正11年） | 4,198           | [ 東京府統計 24 ] |
| 1923年（大正12年） | 8,498           | [ 東京府統計 25 ] |
| 1924年（大正13年） | 8,988           | [ 東京府統計 26 ] |
| 1925年（大正14年） | 9,320           | [ 東京府統計 27 ] |
| 1926年（昭和元年） | 9,938           | [ 東京府統計 28 ] |
| 1927年（昭和02年） | 9,963           | [ 東京府統計 29 ] |
| 1928年（昭和03年） | 10,538          | [ 東京府統計 30 ] |
| 1929年（昭和04年） | 12,268          | [ 東京府統計 31 ] |
| 1930年（昭和05年） | 12,153          | [ 東京府統計 32 ] |
| 1931年（昭和06年） | 11,467          | [ 東京府統計 33 ] |
| 1932年（昭和07年） | 11,546          | [ 東京府統計 34 ] |
| 1933年（昭和08年） | 12,064          | [ 東京府統計 35 ] |
| 1934年（昭和09年） | 13,316          | [ 東京府統計 36 ] |
| 1935年（昭和10年） | 14,299          | [ 東京府統計 37 ] |

### 各年度1日平均上車人次（1953年－2000年）
| 年度               | 國鐵 / JR東日本 | 營團     | 營團   | 來源              |
| 年度               | 國鐵 / JR東日本 | 丸之內線 | 南北線 | 來源              |
| ------------------ | --------------- | -------- | ------ | ----------------- |
| 1953年（昭和28年） | 25,789          | 未開業   | 未開業 | [ 東京都統計 1 ]  |
| 1954年（昭和29年） | 28,436          | 未開業   | 未開業 | [ 東京都統計 2 ]  |
| 1955年（昭和30年） | 31,067          | 未開業   | 未開業 | [ 東京都統計 3 ]  |
| 1956年（昭和31年） | 33,227          | 未開業   | 未開業 | [ 東京都統計 4 ]  |
| 1957年（昭和32年） | 36,378          | 未開業   | 未開業 | [ 東京都統計 5 ]  |
| 1958年（昭和33年） | 39,111          | 7,560    | 未開業 | [ 東京都統計 6 ]  |
| 1959年（昭和34年） | 40,861          | 11,360   | 未開業 | [ 東京都統計 7 ]  |
| 1960年（昭和35年） | 48,111          | 12,567   | 未開業 | [ 東京都統計 8 ]  |
| 1961年（昭和36年） | 51,898          | 17,485   | 未開業 | [ 東京都統計 9 ]  |
| 1962年（昭和37年） | 58,142          | 22,562   | 未開業 | [ 東京都統計 10 ] |
| 1963年（昭和38年） | 66,419          | 26,777   | 未開業 | [ 東京都統計 11 ] |
| 1964年（昭和39年） | 73,805          | 31,563   | 未開業 | [ 東京都統計 12 ] |
| 1965年（昭和40年） | 77,939          | 33,970   | 未開業 | [ 東京都統計 13 ] |
| 1966年（昭和41年） | 84,229          | 33,930   | 未開業 | [ 東京都統計 14 ] |
| 1967年（昭和42年） | 86,560          | 35,197   | 未開業 | [ 東京都統計 15 ] |
| 1968年（昭和43年） | 90,963          | 36,438   | 未開業 | [ 東京都統計 16 ] |
| 1969年（昭和44年） | 88,172          | 37,748   | 未開業 | [ 東京都統計 17 ] |
| 1970年（昭和45年） | 91,948          | 40,548   | 未開業 | [ 東京都統計 18 ] |
| 1971年（昭和46年） | 97,104          | 41,230   | 未開業 | [ 東京都統計 19 ] |
| 1972年（昭和47年） | 100,696         | 42,822   | 未開業 | [ 東京都統計 20 ] |
| 1973年（昭和48年） | 102,945         | 42,710   | 未開業 | [ 東京都統計 21 ] |
| 1974年（昭和49年） | 105,036         | 41,718   | 未開業 | [ 東京都統計 22 ] |
| 1975年（昭和50年） | 97,005          | 40,413   | 未開業 | [ 東京都統計 23 ] |
| 1976年（昭和51年） | 97,164          | 39,775   | 未開業 | [ 東京都統計 24 ] |
| 1977年（昭和52年） | 96,373          | 40,616   | 未開業 | [ 東京都統計 25 ] |
| 1978年（昭和53年） | 97,101          | 40,016   | 未開業 | [ 東京都統計 26 ] |
| 1979年（昭和54年） | 94,770          | 41,374   | 未開業 | [ 東京都統計 27 ] |
| 1980年（昭和55年） | 87,068          | 40,490   | 未開業 | [ 東京都統計 28 ] |
| 1981年（昭和56年） | 85,630          | 42,099   | 未開業 | [ 東京都統計 29 ] |
| 1982年（昭和57年） | 82,923          | 43,238   | 未開業 | [ 東京都統計 30 ] |
| 1983年（昭和58年） | 81,003          | 44,197   | 未開業 | [ 東京都統計 31 ] |
| 1984年（昭和59年） | 81,992          | 43,479   | 未開業 | [ 東京都統計 32 ] |
| 1985年（昭和60年） | 81,384          | 43,058   | 未開業 | [ 東京都統計 33 ] |
| 1986年（昭和61年） | 81,967          | 43,315   | 未開業 | [ 東京都統計 34 ] |
| 1987年（昭和62年） | 83,112          | 43,098   | 未開業 | [ 東京都統計 35 ] |
| 1988年（昭和63年） | 87,436          | 42,759   | 未開業 | [ 東京都統計 36 ] |
| 1989年（平成元年） | 89,213          | 42,400   | 未開業 | [ 東京都統計 37 ] |
| 1990年（平成02年） | 91,816          | 43,347   | 未開業 | [ 東京都統計 38 ] |
| 1991年（平成03年） | 94,232          | 43,391   | 未開業 | [ 東京都統計 39 ] |
| 1992年（平成04年） | 94,392          | 42,414   | 未開業 | [ 東京都統計 40 ] |
| 1993年（平成05年） | 91,704          | 40,890   | 未開業 | [ 東京都統計 41 ] |
| 1994年（平成06年） | 89,107          | 39,723   | 未開業 | [ 東京都統計 42 ] |
| 1995年（平成07年） | 88,090          | 38,260   | 5,500  | [ 東京都統計 43 ] |
| 1996年（平成08年） | 87,260          | 36,660   | 5,644  | [ 東京都統計 44 ] |
| 1997年（平成09年） | 86,208          | 35,781   | 6,800  | [ 東京都統計 45 ] |
| 1998年（平成10年） | 85,458          | 34,841   | 8,458  | [ 東京都統計 46 ] |
| 1999年（平成11年） | 84,707          | 33,751   | 8,492  | [ 東京都統計 47 ] |
| 2000年（平成12年） | 86,886          | 33,485   | 10,581 | [ 東京都統計 48 ] |

### 各年度1日平均上車人次（2001年以後）
| 年度               | JR東日本 | JR東日本 | JR東日本 | 營團 / 東京地下鐵 | 營團 / 東京地下鐵 | 來源              |
| 年度               | 定期外   | 定期     | 合計     | 丸之內線          | 南北線            | 來源              |
| ------------------ | -------- | -------- | -------- | ----------------- | ----------------- | ----------------- |
| 2001年（平成13年） |          |          | 87,149   | 32,595            | 14,025            | [ 東京都統計 49 ] |
| 2002年（平成14年） |          |          | 87,435   | 31,493            | 14,986            | [ 東京都統計 50 ] |
| 2003年（平成15年） |          |          | 86,505   | 30,822            | 15,593            | [ 東京都統計 51 ] |
| 2004年（平成16年） |          |          | 88,023   | 30,088            | 16,732            | [ 東京都統計 52 ] |
| 2005年（平成17年） |          |          | 88,976   | 30,268            | 17,466            | [ 東京都統計 53 ] |
| 2006年（平成18年） |          |          | 90,063   | 30,786            | 18,184            | [ 東京都統計 54 ] |
| 2007年（平成19年） |          |          | 92,042   | 32,795            | 19,451            | [ 東京都統計 55 ] |
| 2008年（平成20年） |          |          | 92,034   | 33,495            | 19,811            | [ 東京都統計 56 ] |
| 2009年（平成21年） |          |          | 90,956   | 32,675            | 19,840            | [ 東京都統計 57 ] |
| 2010年（平成22年） |          |          | 89,295   | 32,332            | 19,605            | [ 東京都統計 58 ] |
| 2011年（平成23年） |          |          | 88,104   | 31,919            | 19,468            | [ 東京都統計 59 ] |
| 2012年（平成24年） | 30,043   | 60,079   | 90,122   | 33,480            | 19,966            | [ 東京都統計 60 ] |
| 2013年（平成25年） | 30,626   | 61,805   | 92,431   | 35,725            | 20,855            | [ 東京都統計 61 ] |
| 2014年（平成26年） | 30,782   | 61,506   | 92,288   | 36,380            | 21,384            | [ 東京都統計 62 ] |
| 2015年（平成27年） | 31,519   | 62,559   | 94,079   | 37,784            | 22,328            | [ 東京都統計 63 ] |
| 2016年（平成28年） | 32,170   | 63,376   | 95,546   | 39,107            | 23,069            | [ 東京都統計 64 ] |
| 2017年（平成29年） | 32,370   | 65,237   | 97,608   | 40,107            | 24,134            | [ 東京都統計 65 ] |
| 2018年（平成30年） | 32,469   | 66,161   | 98,631   | 40,326            | 24,759            | [ 東京都統計 66 ] |
| 2019年（令和元年） | 31,739   | 67,073   | 98,813   |                   |                   |                   |

### 備註
1. ↑  1959年3月15日開業，17日間資料
2. ↑  1996年3月26日開業、6日間資料
3. ↑  2000年9月26日目黑站 - 溜池山王站間開業。

## 車站周邊
公共設施
- 迎賓館
- 外濠公園（日语：外濠公園）
- 紀尾井廳（日语：紀尾井ホール）
- 麴町本通郵便局
- 四谷站前郵便局

文教設施
- 上智大學
- 日本教育大學院大學（日语：日本教育大学院大学）
- 學校法人雙葉學園（日语：学校法人雙葉学園）
  - 雙葉小學校（日语：雙葉小学校）
  - 雙葉中學校·高等學校（日语：雙葉中学校・高等学校）
- 學習院初等科（日语：学習院初等科）
- 東京中華學校
- 四谷學院（日语：四谷学院）

主要法人、團體
- 天主教麴町教會（聖依納爵堂）
- 土木學會（日语：土木学会）本部
- 法Terrace（日语：日本司法支援センター）東京
- 7&I控股本社
- Orient Corporation（日语：オリエントコーポレーション）本社
- 高千穗交易（日语：高千穂交易）本社

主要住宿設施
- 新大谷飯店
- 東急STAY四谷、東急STAY四谷Residence（日语：東急ステイ）
- 三井花園飯店四谷

主幹道
- 國道20號（新宿通（日语：新宿通り）、甲州街道）
- 東京都道405號外濠環狀線（日语：東京都道405號外濠環狀線）（外堀通）
- 東京都道414號四谷角筈線（日语：東京都道414號四谷角筈線）

## 巴士路線
站前的四谷站及四谷站前巴士站可乘搭都營巴士路線。
四谷站
| 乘車處 | 系統          | 主要行經地                                 | 目的地       | 運行業者       | 管區   | 備註 |
| ------ | ------------- | ------------------------------------------ | ------------ | -------------- | ------ | ---- |
| 1號    | 都03          | 三宅坂、警視廳、日比谷、銀座四丁目、勝鬨站 | 晴海埠頭     | ■都營          | 港南   |      |
| 2號    | 風車 麴町路線 | 麴町四丁目、市谷站、地下鐵飯田橋站東口     | 千代田區役所 | 千代田區(日立) | 千代田 |      |

四谷站前
| 乘車處 | 系統 | 主要行經地                                   | 目的地     | 運行業者 | 管區 | 備註   |
| ------ | ---- | -------------------------------------------- | ---------- | -------- | ---- | ------ |
| 2號    | 都03 | 三宅坂、警視廳、日比谷、銀座四丁目、勝鬨站   | 晴海埠頭   | ■都營    | 港南 |        |
| 2號    | 宿75 | 麴町四丁目、半藏門                           | 三宅坂     | ■都營    | 新宿 | 僅白天 |
| 3號    | 宿75 | 東新宿站前、拔辯天、東京女子醫科大學、三榮町 | 新宿站西口 | ■都營    | 新宿 | 僅白天 |

## 相鄰車站
東日本旅客鐵道
 中央線（快速）
■通勤特快、■中央特快、■青梅特快、■通勤快速、■快速
御茶之水（JC 03）－四谷（JC 04）－新宿（JC 05）
 中央·總武線（各站停車）
市谷（JB 15）－四谷（JB 14）－信濃町（JB 13）
東京地下鐵
 丸之內線
四谷三丁目（M 11）－四谷（M 12）－赤坂見附（M 13）
 南北線
永田町（N 07）－四谷（N 08）－市谷（N 09）

### 來源
JR、地下鐵1日平均使用人數
1. ↑  各駅の乗車人員- JR東日本 （页面存档备份，存于） - JR東日本
2. ↑  各駅の乗降人員ランキング （页面存档备份，存于） - 東京メトロ

JR東日本1999年度以後的上車人次
1. ↑  各駅の乗車人員（1999年度） （页面存档备份，存于） - JR東日本
2. ↑  各駅の乗車人員（2000年度） （页面存档备份，存于） - JR東日本
3. ↑  各駅の乗車人員（2001年度） （页面存档备份，存于） - JR東日本
4. ↑  各駅の乗車人員（2002年度） （页面存档备份，存于） - JR東日本
5. ↑  各駅の乗車人員（2003年度） （页面存档备份，存于） - JR東日本
6. ↑  各駅の乗車人員（2004年度） （页面存档备份，存于） - JR東日本
7. ↑  各駅の乗車人員（2005年度） （页面存档备份，存于） - JR東日本
8. ↑  各駅の乗車人員（2006年度） （页面存档备份，存于） - JR東日本
9. ↑  各駅の乗車人員（2007年度） （页面存档备份，存于） - JR東日本
10. ↑  各駅の乗車人員（2008年度） （页面存档备份，存于） - JR東日本
11. ↑  各駅の乗車人員（2009年度） （页面存档备份，存于） - JR東日本
12. ↑  各駅の乗車人員（2010年度） （页面存档备份，存于） - JR東日本
13. ↑  各駅の乗車人員（2011年度） （页面存档备份，存于） - JR東日本
14. ↑  各駅の乗車人員（2012年度） （页面存档备份，存于） - JR東日本
15. ↑  各駅の乗車人員（2013年度） （页面存档备份，存于） - JR東日本
16. ↑  各駅の乗車人員（2014年度） （页面存档备份，存于） - JR東日本
17. ↑  各駅の乗車人員（2015年度） （页面存档备份，存于） - JR東日本
18. ↑  各駅の乗車人員（2016年度） （页面存档备份，存于） - JR東日本
19. 1 2 3  各駅の乗車人員（2017年度） （页面存档备份，存于） - JR東日本
20. 1 2 3  各駅の乗車人員（2018年度） （页面存档备份，存于） - JR東日本
21. 1 2 3  各駅の乗車人員（2019年度） （页面存档备份，存于） - JR東日本

JR、地下鐵統計資料
1. ↑  各種報告書 （页面存档备份，存于） - 関東交通広告協議会
2. 1 2  新宿区の概況 （页面存档备份，存于） - 新宿区
3. ↑  行政基礎資料集 （页面存档备份，存于） - 千代田区

東京府統計書
1. ↑  東京府統計書 - 国立国会図書館（近代デジタル化資料）
2. ↑  .   [2019-01-06]. （原始内容存档于2021-12-15）.
3. ↑  .   [2019-01-06]. （原始内容存档于2019-07-01）.
4. ↑  .   [2019-01-06]. （原始内容存档于2019-07-01）.
5. ↑  .   [2019-01-06]. （原始内容存档于2019-07-01）.
6. ↑  .   [2019-01-06]. （原始内容存档于2019-07-01）.
7. ↑  .   [2019-01-06]. （原始内容存档于2019-07-01）.
8. ↑  .   [2019-01-06]. （原始内容存档于2019-07-01）.
9. ↑  .   [2019-01-06]. （原始内容存档于2021-12-16）.
10. ↑  .   [2019-01-06]. （原始内容存档于2019-07-01）.
11. ↑  .   [2019-01-06]. （原始内容存档于2019-02-21）.
12. ↑  .   [2019-01-06]. （原始内容存档于2019-02-21）.
13. ↑  .   [2019-01-06]. （原始内容存档于2019-02-21）.
14. ↑  .   [2019-01-06]. （原始内容存档于2019-02-21）.
15. ↑  .   [2019-01-06]. （原始内容存档于2019-02-21）.
16. ↑  .   [2019-01-06]. （原始内容存档于2019-02-21）.
17. ↑  .   [2019-01-06]. （原始内容存档于2019-02-21）.
18. ↑  .   [2019-01-06]. （原始内容存档于2019-02-21）.
19. ↑  .   [2019-01-06]. （原始内容存档于2019-02-21）.
20. ↑  .   [2019-01-06]. （原始内容存档于2019-02-21）.
21. ↑  .   [2019-01-06]. （原始内容存档于2019-02-21）.
22. ↑  .   [2019-01-06]. （原始内容存档于2021-12-16）.
23. ↑  .   [2019-01-06]. （原始内容存档于2021-12-16）.
24. ↑  .   [2019-01-06]. （原始内容存档于2019-02-21）.
25. ↑  .   [2019-01-06]. （原始内容存档于2019-02-21）.
26. ↑  .   [2019-01-06]. （原始内容存档于2019-02-21）.
27. ↑  .   [2019-01-06]. （原始内容存档于2019-02-21）.
28. ↑  .   [2019-01-06]. （原始内容存档于2019-02-21）.
29. ↑  .   [2019-01-06]. （原始内容存档于2019-02-20）.
30. ↑  .   [2019-01-06]. （原始内容存档于2019-02-20）.
31. ↑  .   [2019-01-06]. （原始内容存档于2019-02-20）.
32. ↑  .   [2019-01-06]. （原始内容存档于2019-02-20）.
33. ↑  .   [2019-01-06]. （原始内容存档于2019-02-20）.
34. ↑  .   [2019-01-06]. （原始内容存档于2019-02-20）.
35. ↑  .   [2019-01-06]. （原始内容存档于2019-02-19）.
36. ↑  .   [2019-01-06]. （原始内容存档于2019-02-19）.
37. ↑  .   [2019-01-06]. （原始内容存档于2019-02-19）.

東京都統計年鑑
1. ↑  昭和28年PDF - 11ページ
2. ↑  昭和29年PDF - 9ページ
3. ↑  昭和30年PDF - 9ページ
4. ↑  昭和31年PDF - 9ページ
5. ↑  昭和32年PDF - 9ページ
6. ↑  昭和33年PDF
7. ↑  .   [2017-01-30]. （原始内容存档于2016-03-05）.
8. ↑  .   [2017-01-30]. （原始内容存档于2016-03-05）.
9. ↑  .   [2017-01-30]. （原始内容存档于2015-06-29）.
10. ↑  .   [2017-01-30]. （原始内容存档于2015-06-29）.
11. ↑  .   [2017-01-30]. （原始内容存档于2015-06-29）.
12. ↑  .   [2017-01-30]. （原始内容存档于2015-06-29）.
13. ↑  .   [2017-01-30]. （原始内容存档于2016-03-05）.
14. ↑  .   [2017-01-30]. （原始内容存档于2016-03-05）.
15. ↑  .   [2017-01-30]. （原始内容存档于2016-03-05）.
16. ↑  .   [2017-01-30]. （原始内容存档于2016-03-05）.
17. ↑  .   [2017-01-30]. （原始内容存档于2016-03-05）.
18. ↑  .   [2017-01-30]. （原始内容存档于2016-03-05）.
19. ↑  .   [2017-01-30]. （原始内容存档于2015-06-29）.
20. ↑  .   [2017-01-30]. （原始内容存档于2015-06-29）.
21. ↑  .   [2017-01-30]. （原始内容存档于2015-06-29）.
22. ↑  .   [2017-01-30]. （原始内容存档于2016-03-05）.
23. ↑  .   [2017-01-30]. （原始内容存档于2016-06-02）.
24. ↑  .   [2017-01-30]. （原始内容存档于2015-06-29）.
25. ↑  .   [2017-01-30]. （原始内容存档于2016-03-05）.
26. ↑  .   [2017-01-30]. （原始内容存档于2015-06-29）.
27. ↑  .   [2017-01-30]. （原始内容存档于2016-03-05）.
28. ↑  .   [2017-01-30]. （原始内容存档于2016-03-05）.
29. ↑  .   [2017-01-30]. （原始内容存档于2016-03-05）.
30. ↑  .   [2017-01-30]. （原始内容存档于2015-06-29）.
31. ↑  .   [2017-01-30]. （原始内容存档于2015-06-29）.
32. ↑  .   [2017-01-30]. （原始内容存档于2015-06-29）.
33. ↑  .   [2017-01-30]. （原始内容存档于2016-03-05）.
34. ↑  .   [2017-01-30]. （原始内容存档于2016-03-05）.
35. ↑  .   [2017-01-30]. （原始内容存档于2015-06-29）.
36. ↑  .   [2017-01-30]. （原始内容存档于2016-03-05）.
37. ↑  .   [2017-01-30]. （原始内容存档于2016-03-05）.
38. ↑  .   [2017-01-30]. （原始内容存档于2016-03-05）.
39. ↑  .   [2017-01-30]. （原始内容存档于2016-03-05）.
40. ↑  .   [2017-01-30]. （原始内容存档于2013-08-15）.
41. ↑  .   [2017-01-30]. （原始内容存档于2013-02-03）.
42. ↑  .   [2017-01-30]. （原始内容存档于2013-02-03）.
43. ↑  .   [2017-01-30]. （原始内容存档于2013-02-03）.
44. ↑  .   [2017-01-30]. （原始内容存档于2013-02-03）.
45. ↑  .   [2017-01-30]. （原始内容存档于2016-03-04）.
46. ↑  平成10年PDF
47. ↑  平成11年PDF
48. ↑  .   [2017-01-30]. （原始内容存档于2016-03-04）.
49. ↑  .   [2017-01-30]. （原始内容存档于2016-03-04）.
50. ↑  .   [2017-01-30]. （原始内容存档于2017-07-29）.
51. ↑  .   [2017-01-30]. （原始内容存档于2017-07-29）.
52. ↑  .   [2017-01-30]. （原始内容存档于2017-07-29）.
53. ↑  .   [2017-01-30]. （原始内容存档于2017-07-29）.
54. ↑  .   [2017-01-30]. （原始内容存档于2017-07-29）.
55. ↑  .   [2017-01-30]. （原始内容存档于2017-07-29）.
56. ↑  .   [2017-01-30]. （原始内容存档于2017-07-29）.
57. ↑  .   [2011-07-07]. （原始内容存档于2016-03-26）.
58. ↑  .   [2017-01-30]. （原始内容存档于2016-03-27）.
59. ↑  .   [2017-01-30]. （原始内容存档于2016-03-25）.
60. ↑  .   [2017-01-30]. （原始内容存档于2016-03-27）.
61. ↑  .   [2017-01-30]. （原始内容存档于2016-03-22）.
62. ↑  .   [2017-01-30]. （原始内容存档于2017-07-30）.
63. ↑  .   [2017-12-05]. （原始内容存档于2018-11-09）.
64. ↑  .   [2019-01-06]. （原始内容存档于2019-05-02）.
65. ↑  .   [2020-07-29]. （原始内容存档于2019-12-03）.
66. ↑  .   [2020-07-29]. （原始内容存档于2020-08-04）.

## 外部連結
- 車站資訊（四谷）：東日本旅客鐵道
- 四谷/M12/N08 | 路線・車站資訊 | 東京地下鐵